# Douatentopet
Douatentopet, est une reine d'Égypte de la XXe dynastie. Elle est la seule grande épouse royale connue de Ramsès IV et la mère de Ramsès V.

## Généalogie
L'identité de l'épouse de ce pharaon n'est mentionnée nulle part. Une divine adoratrice nommée Tentopet accompagne Ramsès III sur un relief du temple de Khonsou de Karnak. Il est possible que Tentopet et la reine Douatentopet soient la même personne et qu'elle soit une fille de Ramsès III. Si c'est le cas, alors elle est la sœur ou demi-sœur de son époux, le futur Ramsès IV.
Le consensus actuel est qu'elle est l'épouse du roi Ramsès IV et la mère du roi Ramsès V qui succède à son père.

## Sépulture
La tombe de la reine a été identifiée dans la vallée des Reines et référencée QV74. La tombe a été construite et décorée pour une princesse de Ramsès II mais n'a jamais été occupée. Un portrait de la propriétaire originale existe dans les chambres C et I. Les titres de la princesse (sȝ.t nsw.t, fille du roi) qui devait à l'origine être inhumée dans la tombe subsistent dans la chambre I, mais les espaces réservés au nom de la princesse ont été laissés vides. La tombe fut ensuite utilisée pour la reine Douatentopet sous le règne de Ramsès IV, au cours de la XXe dynastie. La grève des ouvriers en l'an II du règne de Ramsès IV pourrait être à l'origine de la réutilisation de tombes antérieures non utilisées. Les chambres C et G présentent des preuves de la réfection de la peinture et de la sculpture des titres de la reine, lorsque la tombe a été réutilisée au cours de la XXe dynastie.
Son intendant Amenhotep est enterré dans la tombe thébaine TT346.